# ابن مشغله
کتاب ابن مشغله جلد اول از زندگینامه شغلی نادر ابراهیمی داستان‌نویس معاصر ایرانی است که از سال ۱۳۵۲ به وسیله نشر روزبهان منتشر می‌شود. به گفته خانم فرزانه منصوری همسر نادر ابراهیمی، ابن مشغله شرح حال آدمی است که از کمک کارگری تعمیرگاه سیار در ترکمن‌صحرا و کارگری ساده چاپخانه به مسئولیت یک موسسه بزرگ می رسد. نادر ابراهیمی در این کتاب تجربیات خود را در مشاغل زیر بیان کرده است (او این فهرست را در فصل اول کتاب ابوالمشاغل آورده است) :
1. خطاطی
2. کمک کارگری تعمیرگاه سیار در صحرا
3. کارگری چاپخانه افست
4. نقاش در آتلیه برج
5. مدیریت داخلی موسسه جهانی فروش
6. ویزیتوری موسسه موقوفه
7. حسابداری و ماشین نویسی و پادویی و …
8. عضویت در سازمان انتشارات طرفه
9. صفحه بندی روزنامه و مجله و کارهای چاپی دیگر
10. حسابداری و تحویلداری و صندوقداری بانک هیلتون هتل
11. میرزایی یک حجره فرش فروشی در بازار
12. مدیریت داخلی و پادویی انتشارات جوانه
13. ویراستاری موسسه فرانکلین
14. مترجمی و ویراستاری آزاد ( برای امیرکبیر و ناشران مختلف)
15. روزنامه نویسی و خبرنگاری
16. عضویت در هیات تحریریه مجله فرهنگ و زندگی
17. نقدنویسی حرفه ای در مطبوعات
18. کارمند سازمان جلب سیاحان قسمت انتشارات
19. مسئولیت قسمت ایران شناسی تلویزیون (فیلم سازی)
20. ایران شناسی عملی و چاپ مقالات ایران شناختی
21. ویراستاری در کانون پرورش فکری کودکان
22. فیلمسازی مستند برای تلویزیون
23. بنیانگذاری و سرپرستی شرکت ایران پژوه
24. مالکیت و مدیریت یک دکان کتابفروشی و انتشارات ایران کتاب
25. بنیانگذاری و مدیریت سازمان همگام با کودکان و نوجوانان
26. مصور کردن کتابهای کودکان
27. مشاغل متفرقه گهگاهی

جلد دوم این زندگینامه شغلی در کتابی به نام ابوالمشاغل در سال ۱۳۶۵ به وسیله انتشارات روزبهان به چاپ رسید.